# Leone Morandini
Leone Morandini detto Leo Morandini (Cividale del Friuli, 22 ottobre 1889 – Cividale del Friuli, 17 maggio 1971) è stato uno stuccatore italiano.

## Biografia
Leone Morandini frequenta le elementari fino alla quarta classe nella natìa Cividale e intraprende quindi l'attività di muratore, frequentando per qualche tempo anche i corsi serali della scuola d'arte applicata della locale Società Operaia di Mutuo Soccorso, dove si dichiara "Scalpellino". Trascorre la gioventù tra l'Austria, Venezia, Padova, e Treviso, dove arricchisce le sue esperienze tecniche. 
Tornato a Cividale, insieme alla moglie gestisce l'osteria familiare presso la quale viene fondata la nota rivista letteraria e culturale "la Panarie", ad opera di vari clienti dell'osteria stessa, quali Ermacora, Podrecca, Bront, Tomadini e altri esponenti della cultura locale. 
Il 21 luglio 1969 il Comune di Cividale gli rende onore insignendolo con una medaglia d'oro per le pregevoli opere intese a valorizzare la sua amata Cividale e l'8 febbraio 1970, in Campidoglio a Roma, viene nominato accademico delle belle arti come "riconoscimento delle sue altissime benemerenze nella strenua difesa e nel geniale ripristino di insigni monumenti e nella creazioni di tante degne opere d'arte architettonica".

## Principali opere civili dove ha lavorato come architetto (secondo elenco da lui stesso redatto in tarda età)
- Monumento ai caduti di Tarcetta
- Monumento ai caduti di Cividale
- Caffè Longobardo (Cividale)- ristrutturazione
- Caffè San Marco (sec. XIV - XV)- ristrutturazione esterna, con piccatura delle malte e rinzaffatura (Cividale),
- Cinema Ristori (Cividale),
- Cinema Teatro Impero (Cividale),
- Macelleria Specogna (Cividale)- ristrutturazione,
- Casa Rizzi (Cividale),
- Casa Pelizzo - sec. XV (Cividale)- ristrutturazione,
- Casa Folicaldi (Cividale),
- Palazzetto Paciani -1914 (Cividale),
- Casa Cozzarolo - sec. XV (Cividale)- ristrutturazione,
- Casa Minisini - sec. XV (Cividale)- ristrutturazione,
- Casa Carnielli (Cividale)- ristrutturazione,
- Castello Craigher - secc. XIII - XIX (Cividale)- ristrutturazione,
- Taverna Antoniutti (Nimis),
- Casa Rimondi (Pordenone)

## Principali edifici religiosi dove ha lavorato come architetto
- Campanile di Premariacco,
- Guglia del campanile di Buttrio,
- Campanile di Mernicco,
- Coro della chiesa di Prepotto,
- Chiesa di San Giovanni D'Antro,
- Chiesa di Merso,
- Coro della chiesa di Cussignacco,
- Altare della chiesa di Dimesse a Udine,
- Lavori nella chiesa dei Cappuccini a Udine,
- Facciata della chiesa di Castelmonte,
- Rimodernamento della chiesa di San Mauro a Premariacco,
- Rimodernamento della chiesa di Campeglio,
- Chiesa di Dolegnano,
- Chiesa di Ziracco,
- Chiesa di Dogna,
- Molti lavori presso il duomo di Cividale,
- Chiesa (Duomo) di Nimis